# Allenport
Allenport är en ort i Washington County i delstaten Pennsylvania. Vid 2010 års folkräkning hade Allenport 537 invånare.